# Сков, Роберт
Роберт Сков (дат. Robert Skov; род. 20 мая 1996, Марбелья, Андалусия) — датский футболист, полузащитник берлинского «Униона» и сборной Дании. Участник Олимпийских игр 2016 года в Рио-де-Жанейро. Полуфиналист чемпионата Европы 2020 года.

## Клубная карьера
Сков начал карьеру в клубе «Силькеборг». 16 мая 2013 года в матче против «Мидтьюлланна» он дебютировал в датской Суперлиге. По итогам сезона команда вылетела во второй дивизион, но спустя год вернулась обратно. 19 октября 2014 года в поединке против «Мидтьюлланна» Сков забил свой первый гол за «Силькеборг». В начале 2018 года Сков перешёл в «Копенгаген». 10 февраля в матче против «Раннерс» он дебютировал за новую команду. 25 февраля в поединке против «Оденсе» Роберт забил свой первый гол за «Копенгаген». 4 октября в матче Лиги Европы против французского «Бордо» он отметился забитым мячом. По итогам сезона Сков помог клубу выиграть чемпионат, а сам с 29 мячами стал его лучшим бомбардиром.
Летом 2019 года Сков перешёл в немецкий «Хоффенхайм». Сумма трансфера 10 млн. евро. 18 августа в матче против франкфуртского «Айнтрахта» он дебютировал в немецкой Бундеслиге. 1 ноября в поединке против «Падерборн 07» Роберт забил свой первый гол за «Хоффенхайм».

## Международная карьера
В 2016 году Сков в составе олимпийской сборной Дании принял участие в Олимпийских играх в Рио-де-Жанейро. На турнире он сыграл в матчах против команд ЮАР, Бразилии и Нигерии. В поединке против африканцев Роберт забил гол.
10 июня 2019 года в отборочном матче чемпионата Европы 2020 против сборной Грузии Сков дебютировал за сборную Дании.
В 2019 году в составе молодёжной сборной Дании Сков принял участие в молодёжном чемпионате Европы в Италии. На турнире он сыграл в матчах против команд Германии, Австрии и Сербии. В поединке против немцев Роберт отметился забитым мячом.
5 сентября того же года в отборочном матче чемпионата Европы 2020 против сборной Гибралтара он забил свой первый гол за национальную команду.

## Статистика

### Матчи Скова за сборную Дании
| Матчи Скова за сборную Дании | Матчи Скова за сборную Дании | Матчи Скова за сборную Дании | Матчи Скова за сборную Дании | Матчи Скова за сборную Дании | Матчи Скова за сборную Дании  |
| ---------------------------- | ---------------------------- | ---------------------------- | ---------------------------- | ---------------------------- | ----------------------------- |
| №                            | Дата                         | Соперник                     | Счёт                         | Голы Скова                   | Соревнование                  |
| 1                            | 10 июня 2019                 | Грузия                       | 5:1                          | —                            | Чемпионат Европы 2020 (отбор) |
| 2                            | 5 сентября 2019              | Гибралтар                    | 6:0                          | 1                            | Чемпионат Европы 2020 (отбор) |
| 3                            | 15 октября 2019              | Люксембург                   | 4:0                          | —                            | Товарищеский матч             |
| 4                            | 15 ноября 2019               | Гибралтар                    | 6:0                          | 2                            | Чемпионат Европы 2020 (отбор) |
| 5                            | 5 сентября 2020              | Бельгия                      | 0:2                          | —                            | Лига наций УЕФА 2020/2021     |
| 6                            | 8 сентября 2020              | Англия                       | 0:0                          | —                            | Лига наций УЕФА 2020/2021     |
| 7                            | 11 октября 2020              | Исландия                     | 3:0                          | 1                            | Лига наций УЕФА 2020/2021     |
| 8                            | 14 октября 2020              | Англия                       | 1:0                          | —                            | Лига наций УЕФА 2020/2021     |
| 9                            | 28 марта 2021                | Молдова                      | 8:0                          | 1                            | Чемпионат мира 2022 (отбор)   |
| 10                           | 6 июня 2021                  | Босния и Герцеговина         | 2:0                          | —                            | Товарищеский матч             |
| 11                           | 10 июня 2022                 | Хорватия                     | 0:1                          | —                            | Лига наций УЕФА 2022/2023     |
| 12                           | 30 ноября 2022               | Австралия                    | 0:1                          | —                            | Чемпионат мира 2022           |
| 13                           | 14 октября 2023              | Казахстан                    | 3:1                          | 2                            | Чемпионат Европы 2024 (отбор) |
| 14                           | 17 октября 2023              | Сан-Марино                   | 2:1                          | —                            | Чемпионат Европы 2024 (отбор) |

Итого: 14 матчей / 7 голов; 10 побед, 1 ничья, 3 поражения.

### Голы за сборную Дании (до 23)
| #  | Дата           | Место                                    | Противник | Счёт | Результат | Соревнование          |
| -- | -------------- | ---------------------------------------- | --------- | ---- | --------- | --------------------- |
| 1. | 7 августа 2016 | Национальный стадион, Бразилиа, Бразилия | ЮАР       | 1:0  | 1:0       | Олимпийские игры 2016 |

## Достижения
«Копенгаген»
- Чемпионат Дании по футболу — 2018/2019
- Лучший бомбардир чемпионата Дании (29 голов) — 2018/2019